# Spalacopsis grandis
Spalacopsis grandis är en skalbaggsart som först beskrevs av Louis Alexandre Auguste Chevrolat 1862.  Spalacopsis grandis ingår i släktet Spalacopsis och familjen långhorningar.
Artens utbredningsområde är Kuba. Inga underarter finns listade i Catalogue of Life.